# Южный (Волгоградская область)
Ю́жный — упразднённый рабочий посёлок входивший в состав городского округа город-герой Волгоград Волгоградской области. В 2010 году включен в состав Красноармейского района города Волгограда.

## География
Располагался на левом берегу Волго-Донского канала, в 3 км к югу от станции Чапурники.

## История
Решением Малого Совета Красноармейского райсовета г. Волгограда от 27 марта 1992 года № 2/17 поселку Профилакторий ВПО «Каустик» был предоставлен статус рабочего поселка с присвоением наименования рабочий посёлок «Южный». В том же году решение утверждено ВС РФ

## Население
| 2002 | 2009  |
| ---- | ----- |
| 1886 | ↗1914 |